# Elisabeth Harnik

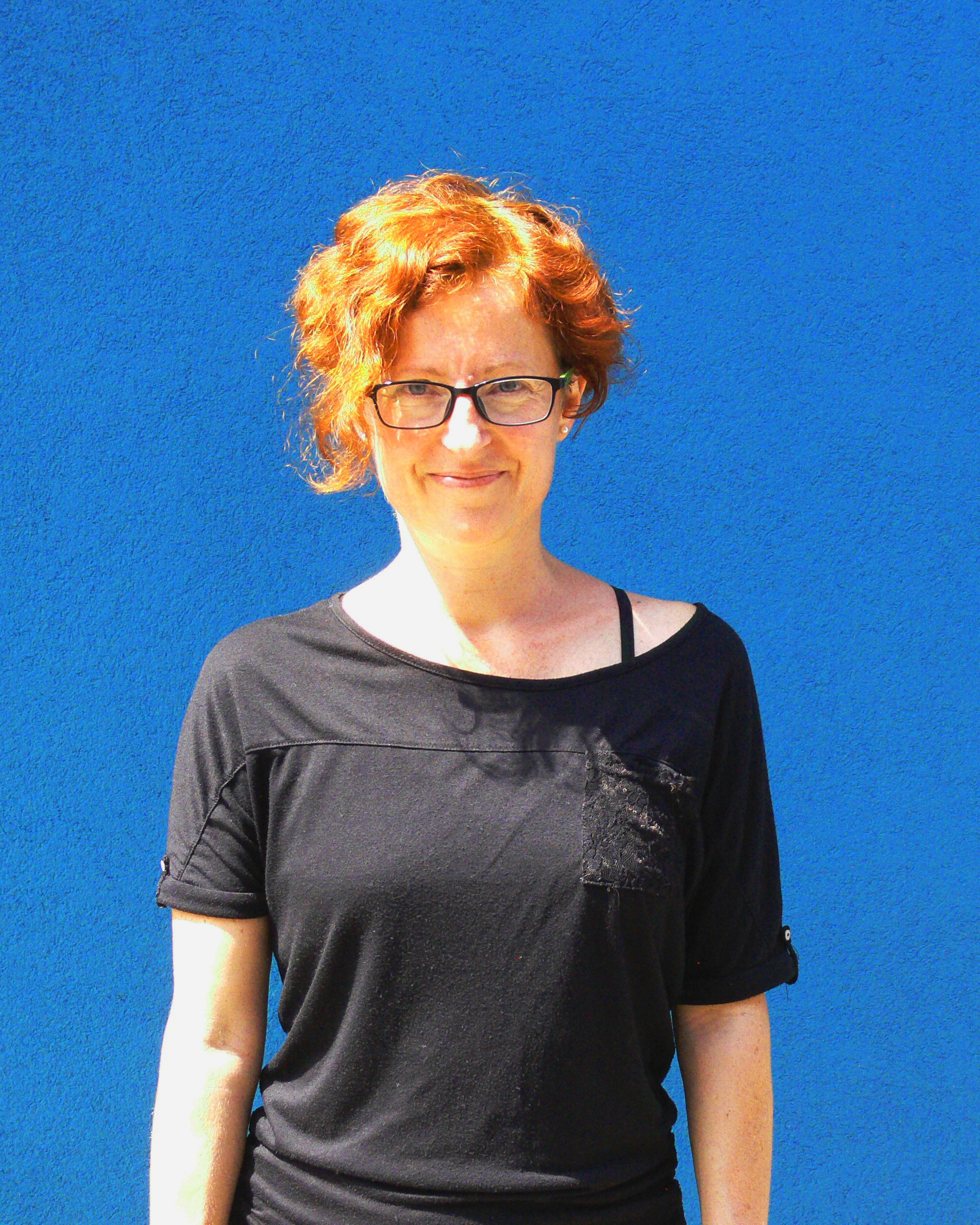
Elisabeth Harnik bei Wien Modern 2018

Elisabeth Harnik (* 2. August 1970 in Graz) ist eine österreichische Pianistin, Komponistin, Klangkünstlerin und Musikveranstalterin, die im Bereich der Neuen Improvisationsmusik und der Zeitgenössischen Musik aktiv ist. Komponieren und Improvisieren betrachtet sie als „ein Wechselspiel von Kalkuliertem und Unvorhergesehenem: Ein Reflektieren über entstandenes Klangvokabular – sei es durch vorgefasste oder spontane Interventionen – und ein Nachspüren einer unbewussten inneren Struktur.“

## Leben und Wirken
Harnik hatte mit fünf Jahren ersten Musikunterricht; mit zehn Jahren begann sie, Klavier zu spielen. Sie studierte klassisches Klavier an der damaligen Musikhochschule Graz. In dieser Zeit beschäftigte sie sich zunächst mit Jazzgesang, studierte bei Ines Reiger, Sheila Jordan und Jay Clayton, außerdem arbeitete sie mit Ward Swingle. Später Hinwendung zu frei improvisierter Musik.
Angeregt durch einen Workshop bei Pauline Oliveros folgte bis 2006 ein Kompositionsstudium bei Beat Furrer an der heutigen Kunstuniversität Graz. „Ein zentraler Punkt in ihrer kompositorischen Arbeit ist die Auseinandersetzung mit selbst gesetzten Regelwerken, deren Veränderung sowie auch deren Brechung.“ Ihre Kompositionen werden von Ensembles wie Zeitfluss Graz, Schallfeld Graz, Ensemble 09 Linz, NeuRaum, RSO Wien, PHACE Wien, Klangforum Wien, Reconsil Wien, Platypus Wien, „die reihe“ Wien, Kontrapunkte Wien, Studio Dan, Trio Amos Wien, Trio Eis Wien, Airborne Extended Wien, Haydn-Trio-Eisenstadt, Thürmchen Ensemble Köln, Ensemble Tonfall der Duisburger Philharmoniker, Ensemble Crush Duisburg, Fidelio Trio London, Cantus Ensemble Zagreb, Savaria Symphonie-orchester Szombathely, Ensemble mise-en NYC, Ensemble Argento NYC und Ensemble Offspring Sydney aufgeführt. Eine Auswahl ihrer Kompositionen wurde 2019 bei einem Gesprächskonzert in der Kunstuniversität Graz aufgeführt. Gemeinsam mit der Schriftstellerin Olga Flor schrieb sie das Musiktheaterstück Kugelstein (2005/2007).
Zumeist getrennt von ihrer Kompositionstätigkeit ist sie seit 1996 als Improvisationsmusikerin tätig. Als Solistin und in Ensembles ist sie auf verschiedenen internationalen Festivals vertreten wie V:NM-Festival, Ulrichsberger Kaleidophon, Nickelsdorfer Konfrontationen, Artacts Festival St. Johann, Klavierfestival Soundgrube Wien, Musicacoustica Beijing, Beethovenfest Bonn, Alpenglow Festival London, Umbrella Music Festival Chicago, Comprovise Festival Köln, Unlimited Festival Wels, Taktlos Festival Zürich, A L’ARME! Festival Berlin, Jazz & More Festival Sibiu, Audio Art Festival Pula, Krakow Jazz Autumn Festival, Alpenglow Festival London, All Ears Festival Oslo, Okka Fest Milwaukee, SoundOut Festival Canberra, Jazz na Fábrica Festival São Paulo.

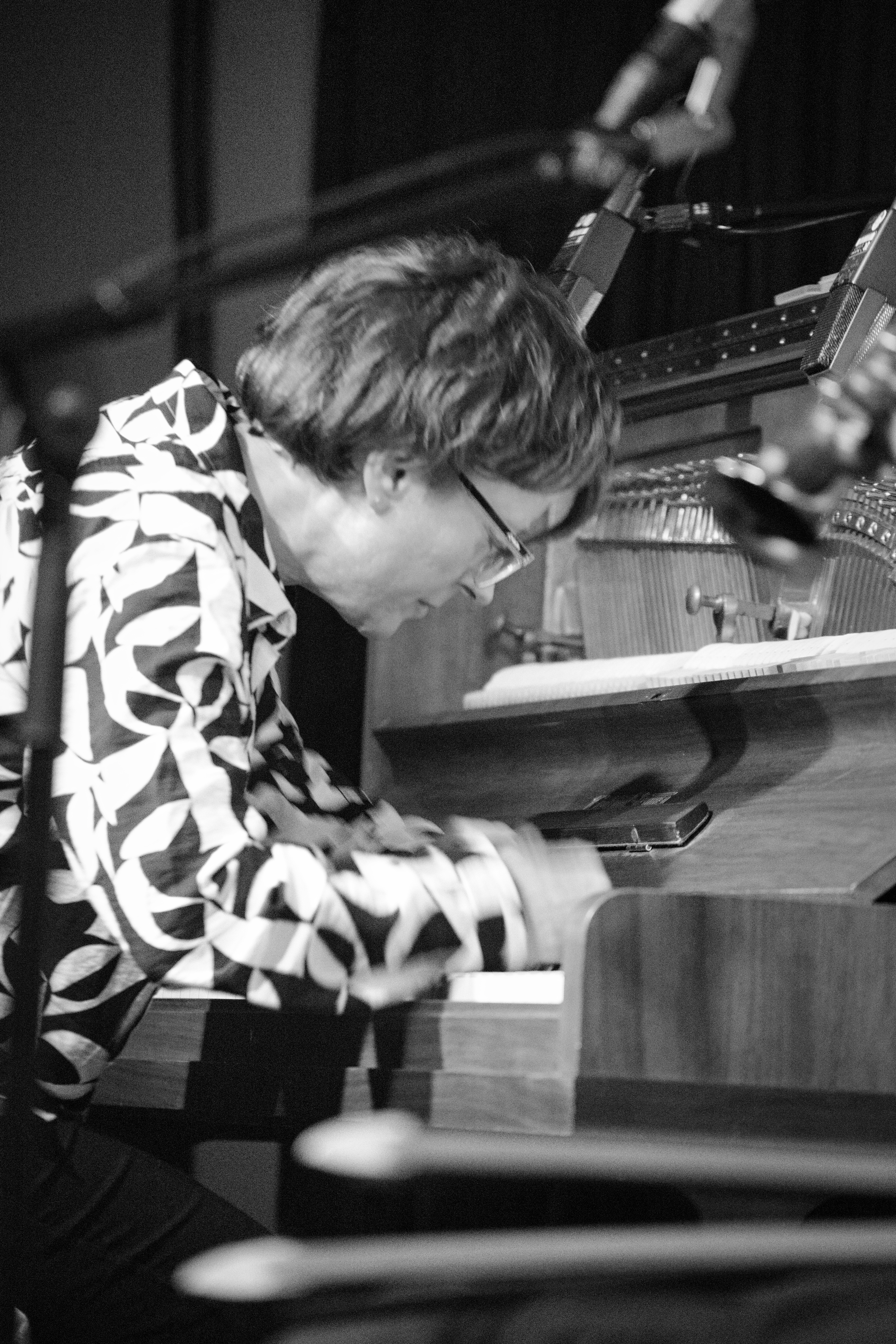
Elisabeth Harnik im Club W71, 2025

Harnik arbeitete im Laufe ihrer Improvisationskarriere u. a. mit dem Barcode Quartet (mit Alison Blunt, Annette Giesriegl, Josef Klammer), dem London Improvisers Orchestra, der Formation Plasmic Quartett (mit Agnes Heginger, Fredi Pröll, Uli Winter), dem Wild Chamber Trio (Clementine Gasser, Gianni Mimmo), dem DEK Trio (Ken Vandermark, Didi Kern), dem Reddeer Trio (Fay Victor, Dominic Lash), mit Joëlle Léandre, Mikołaj Trzaska, Dave Rempis, Michael Zerang, Frank Gratkowski, Steve Swell, Fred Lonberg-Holm und Andrea Centazzo. Ferner trat sie mit Musikern wie Taylor Ho Bynum, Tomas Fujiwara, Gigi Gratt, Tim Daisy, Gail Brand, John Butcher, Clayton Thomas, Johannes Bauer, Paal Nilssen-Love, Thomas Lehn, Melvyn Poore, Jeff Parker, ERikm, Isabelle Duthoit, dem Styrian Improvisers Orchestra, Nate Wooley, Mette Rasmussen, Lotte Anker, Joe Williamson, Christof Kurzmann und Martin Brandlmayr auf. Mit Tony Buck, John Edwards und Harri Sjöström bildet sie das Quartet Flight Mode.
2010 gründete Harnik mit der bildenden Künstlerin Heidi M. Richter den Verein Kunsthaltestelle Streckhammerhaus; die darin entstandenen Arbeiten „pendeln zwischen Performances mit Live-Painting, Filmvorführungen mit Musik und Konzerten im klassischen Sinn.“ Dort traten Musiker wie Christian Weber, John Tchicai, Renée Baker und Hannah Marshall auf. Harnik lebt in Gams bei Frohnleiten (Steiermark).

## Preise und Auszeichnungen (Auswahl)
- 2005 Musikförderpreis der Stadt Graz
- 2007 Würdigungspreis der Kunstuniversität Graz
- 2007 Österreichisches Staatsstipendium für Komposition
- 2007 Andrzej-Dobrowolski-Kompositionsstipendium des Landes Steiermark
- 2008 KomponistInnenforum in Mittersill: Artist in Residence 13.
- 2010 OMI International Arts Center New York: Artist in Residence
- 2012 12. eu-art-network Internationales Kunstsymposion in Oslip: Artist in Residence[1]
- 2012 Internationales Zentrum Zeitgenössischer Musik: Composer in Residence
- 2017 SKE Publicity Award Austria
- 2022 Andrzej-Dobrowolski-Kompositionspreis des Landes Steiermark[8]
- 2024 Ehrenzeichen des Landes Steiermark für Wissenschaft, Forschung und Kunst[9]

## Werke (Auswahl)
- someone will remember us (2020) für Ensemble
- Humming Room (2020), Klanginstallation, Graz Kulturjahr2020
- Deep Call (2019) Mehrraummusik für Bläserquintett
- holding up a bridge (2018) für Ensemble
- hollow ear (2017) für Frauenstimme, Klarinette und Kontrabass
- ON (2016) für Molekularorgel (Röhrenskulptur von Constantin Luser) und 7 Spieler, Johannes Bauer gewidmet
- happiness lies within (2015) für Klaviertrio
- For B. Oulot (2014) für Ensemble (Bertha von Suttner gewidmet)
- grafting II (2013) für Ensemble
- floating shadows on flatland (2012) für Saxophon, Violoncello und Kontrabass
- reframe another (2011) für Ensemble
- re-framing I (2009/2010) für Ensemble
- schatten.risse (2008) für Klaviertrio
- Superstructure (2006/2007) für Klarinette, Viertelton-Akkordeon, Klavier, Perkussion, Violoncello, Kontrabass und Elektronik

## Diskografie (Auswahl)
- Elisabeth Harnik • Katharina Klement • Josef Novotny • Fredi Pröll • Uli Winter: Soundog (Extraplatte, 2005)
- Irrt, Irrt das Ohr (Extraplatte, 2005)
- Barcode Quartet: Your're It (Slam Productions, 2012)
- Wild Chamber Trio: 10000 Leaves (Not Two Records, 2012, mit Clementine Gasser, Gianni Mimmo)
- Elisabeth Harnik, Udo Schindler: Empty Pigeonhole (Creative Sources, 2013)
- Plasmic: Live at Chilli Jazz Festival 2013 (Leo Records, 2014)
- Barcode Quartet: Live in Brasil (GRAZER ETIKETT, GE041, 2015)
- DEK Trio: Burning Below Zero (Audiographic, 2017, mit Ken Vandermark, Didi Kern)
- Joëlle Léandre, Elisabeth Harnik: Tender Music (Trost Records 2019)
- Elisabeth Harnik (Edition Zeitton/ORF 2019)
- Elisabeth Harnik / Michael Zerang: Dream Disobedience (Not Two Records, 2021)
- Dave Rempis, Elisabeth Harnik, Fred Lonberg-Holm, Tim Daisy: Earscratcher (2023)
- Joëlle Léandre, Elisabeth Harnik & Zlatko Kaučič: Live in St. Johann (Fundacja Słuchaj, 2024)
- Elisabeth Harnik & Udo Schindler: Synergetic Matches (2024)